# Municipio de East Rondell
El municipio de East Rondell (en inglés: East Rondell Township) es un municipio ubicado en el condado de Brown en el estado estadounidense de Dakota del Sur. En el año 2010 tenía una población de 91 habitantes y una densidad poblacional de 0,98 personas por km².

## Geografía
El municipio de East Rondell se encuentra ubicado en las coordenadas 45°16′40″N 98°17′58″O / 45.27778, -98.29944. Según la Oficina del Censo de los Estados Unidos, el municipio tiene una superficie total de 92.99 km², de la cual 92,99 km² corresponden a tierra firme y (0 %) 0 km² es agua.

## Demografía
Según el censo de 2010, había 91 personas residiendo en el municipio de East Rondell. La densidad de población era de 0,98 hab./km². De los 91 habitantes, el municipio de East Rondell estaba compuesto por el 97,8 % blancos, el 1,1 % eran amerindios y el 1,1 % eran de una mezcla de razas. Del total de la población el 0 % eran hispanos o latinos de cualquier raza.